# Augnax
Augnax (Aunhats en gascon) est une commune française située dans l'est du département du Gers en région Occitanie. Sur le plan historique et culturel, la commune est dans le Pays d'Auch, un territoire céréalier et viticole qui s'est également constitué en pays au sens aménagement du territoire en 2003.
Exposée à un climat océanique altéré, elle est drainée par l'Orbe et par divers autres petits cours d'eau.
Augnax est une commune rurale qui compte 126 habitants en 2022, après avoir connu un pic de population de 247 habitants en 1821.  Elle fait partie de l'aire d'attraction d'Auch. Ses habitants sont appelés les Augnacais ou  Augnacaises.

## Géographie

### Localisation
La commune d'Augnax se situe dans le canton de la Gascogne-Auscitaine et dans l'arrondissement d'Auch, à une distance de 11 km d'Aubiet, 13 km de Sainte-Christie et 21 km d'Auch.

### Communes limitrophes
Les communes limitrophes sont  Crastes, Puycasquier, Saint-Antonin et Saint-Sauvy.
|         | Puycasquier |               |
| Crastes | Augnax      | Saint-Antonin |
|         | Saint-Sauvy |               |

### Géologie et relief
L'altitude de la commune varie entre 150 et 202 mètres. Le village se trouve sur un plateau au sommet d'une colline, à 200 mètres d'altitude et entre les vallées de l'Orbe et de la Charlangue.
Augnax se situe en zone de sismicité 1 (sismicité très faible).

### Hydrographie

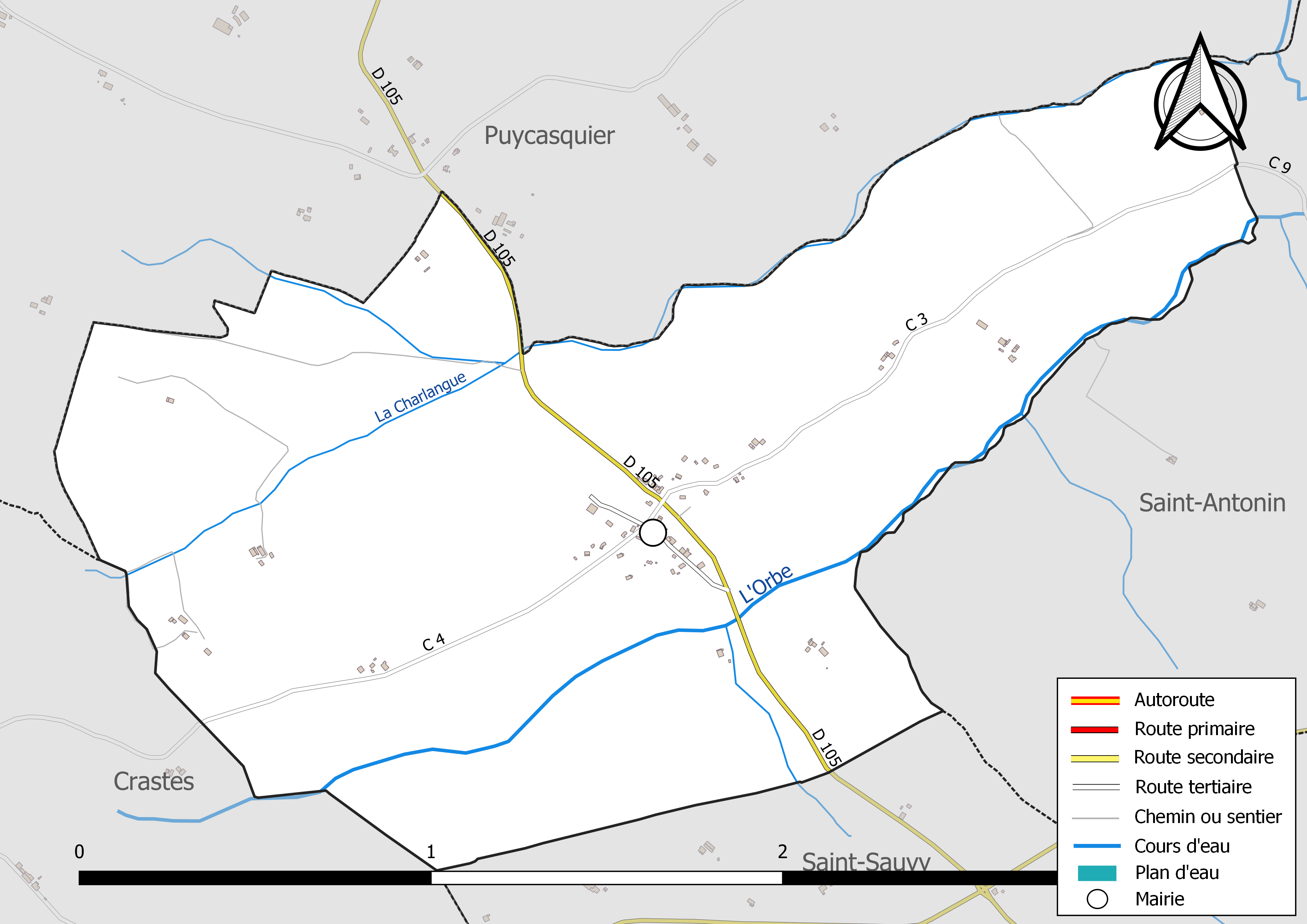
Réseaux hydrographique et routier d'Augnax.

La commune est dans le bassin de la Garonne, au sein du bassin hydrographique Adour-Garonne. Elle est drainée par l'Orbe et la Charlangue et par divers petits cours d'eau, qui constituent un réseau hydrographique de 7 km de longueur totale,.
L'Orbe, d'une longueur totale de 16,6 km, prend sa source dans la commune de Crastes et s'écoule du sud-ouest vers le nord-est. Il traverse la commune et se jette dans l'Arrats à Monfort, après avoir traversé 9 communes.

### Climat
Pour des articles plus généraux, voir Climat de l'Occitanie et Climat du Gers.
En 2010, le climat de la commune est de type climat du Bassin du Sud-Ouest, selon une étude s'appuyant sur une série de données couvrant la période 1971-2000. En 2020, Météo-France publie une typologie des climats de la France métropolitaine dans laquelle la commune est exposée à un climat océanique altéré et est dans la région climatique Aquitaine, Gascogne, caractérisée par une pluviométrie abondante au printemps, modérée en automne, un faible ensoleillement au printemps, un été chaud (19,5 °C), des vents faibles, des brouillards fréquents en automne et en hiver et des orages fréquents en été (15 à 20 jours).
Pour la période 1971-2000, la température annuelle moyenne est de 13 °C, avec une amplitude thermique annuelle de 15,5 °C. Le cumul annuel moyen de précipitations est de 719 mm, avec 10,1 jours de précipitations en janvier et 5,6 jours en juillet. Pour la période 1991-2020, la température moyenne annuelle observée sur la station météorologique la plus proche, située sur la commune de Sainte-Anne à 15 km à vol d'oiseau, est de 13,6 °C et le cumul annuel moyen de précipitations est de 676,2 mm,. Pour l'avenir, les paramètres climatiques de la commune estimés pour 2050 selon différents scénarios d'émission de gaz à effet de serre sont consultables sur un site dédié publié par Météo-France en novembre 2022.

### Milieux naturels et biodiversité
Aucun espace naturel présentant un intérêt patrimonial n'est recensé sur la commune dans l'inventaire national du patrimoine naturel,,.

## Urbanisme

### Typologie
Au 1er janvier 2024, Augnax est catégorisée commune rurale à habitat dispersé, selon la nouvelle grille communale de densité à sept niveaux définie par l'Insee en 2022.
Elle est située hors unité urbaine. Par ailleurs la commune fait partie de l'aire d'attraction d'Auch, dont elle est une commune de la couronne,. Cette aire, qui regroupe 112 communes, est catégorisée dans les aires de 50 000 à moins de 200 000 habitants,.

### Occupation des sols
L'occupation des sols de la commune, telle qu'elle ressort de la base de données européenne d’occupation biophysique des sols Corine Land Cover (CLC), est marquée par l'importance des territoires agricoles (100 % en 2018), une proportion identique à celle de 1990 (100 %). La répartition détaillée en 2018 est la suivante : 
terres arables (100 %). L'évolution de l’occupation des sols de la commune et de ses infrastructures peut être observée sur les différentes représentations cartographiques du territoire : la carte de Cassini (XVIIIe siècle), la carte d'état-major (1820-1866) et les cartes ou photos aériennes de l'IGN pour la période actuelle (1950 à aujourd'hui).

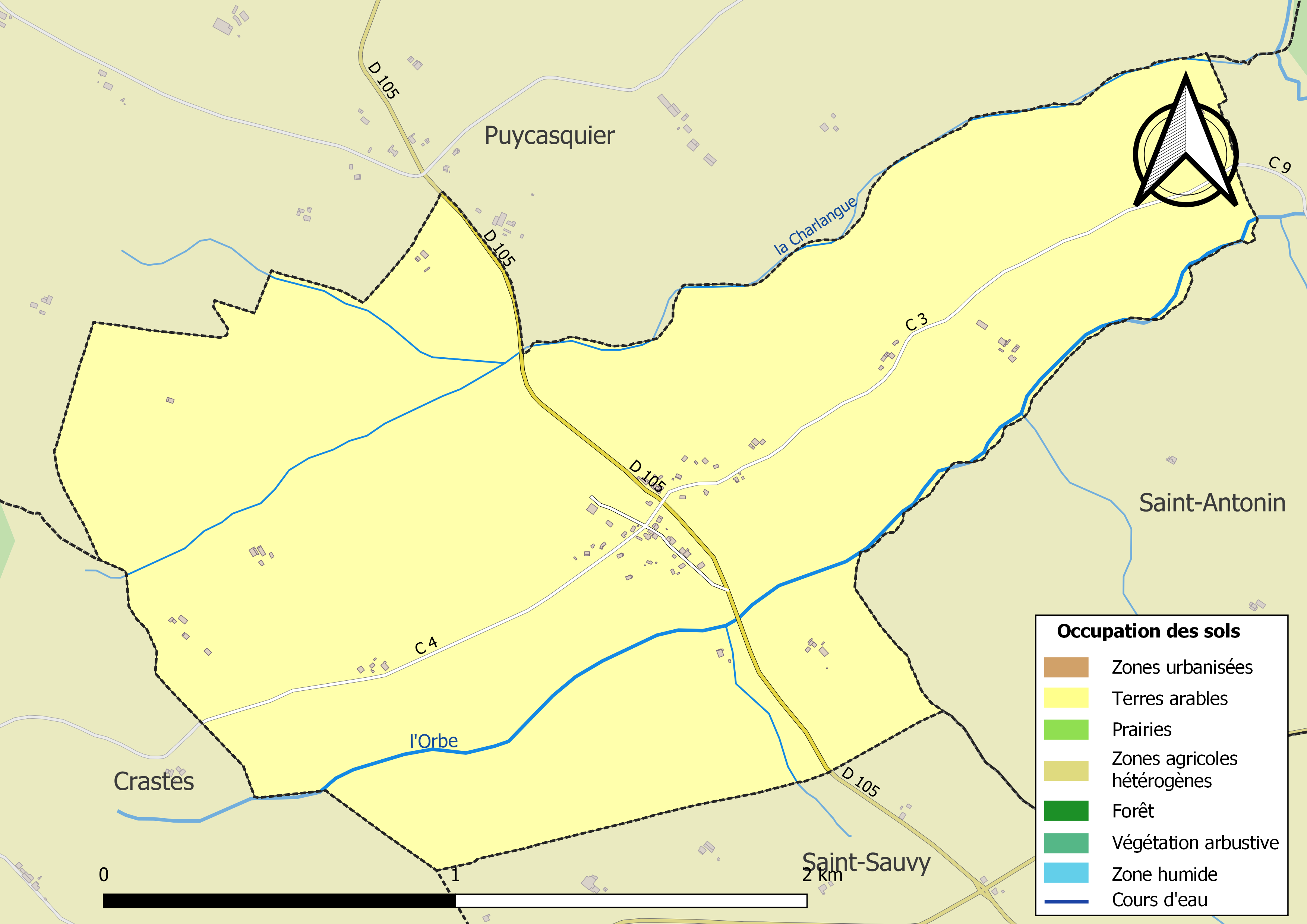
Carte des infrastructures et de l'occupation des sols de la commune en 2018 (CLC).

### Voies de communication et transports
Augnax est traversée du nord au sud par la D 105, en provenance de Puycasquier et en direction de Saint-Sauvy.

### Risques majeurs
Le territoire de la commune d'Augnax est vulnérable à différents aléas naturels : météorologiques (tempête, orage, neige, grand froid, canicule ou sécheresse) et séisme (sismicité très faible). Un site publié par le BRGM permet d'évaluer simplement et rapidement les risques d'un bien localisé soit par son adresse soit par le numéro de sa parcelle.

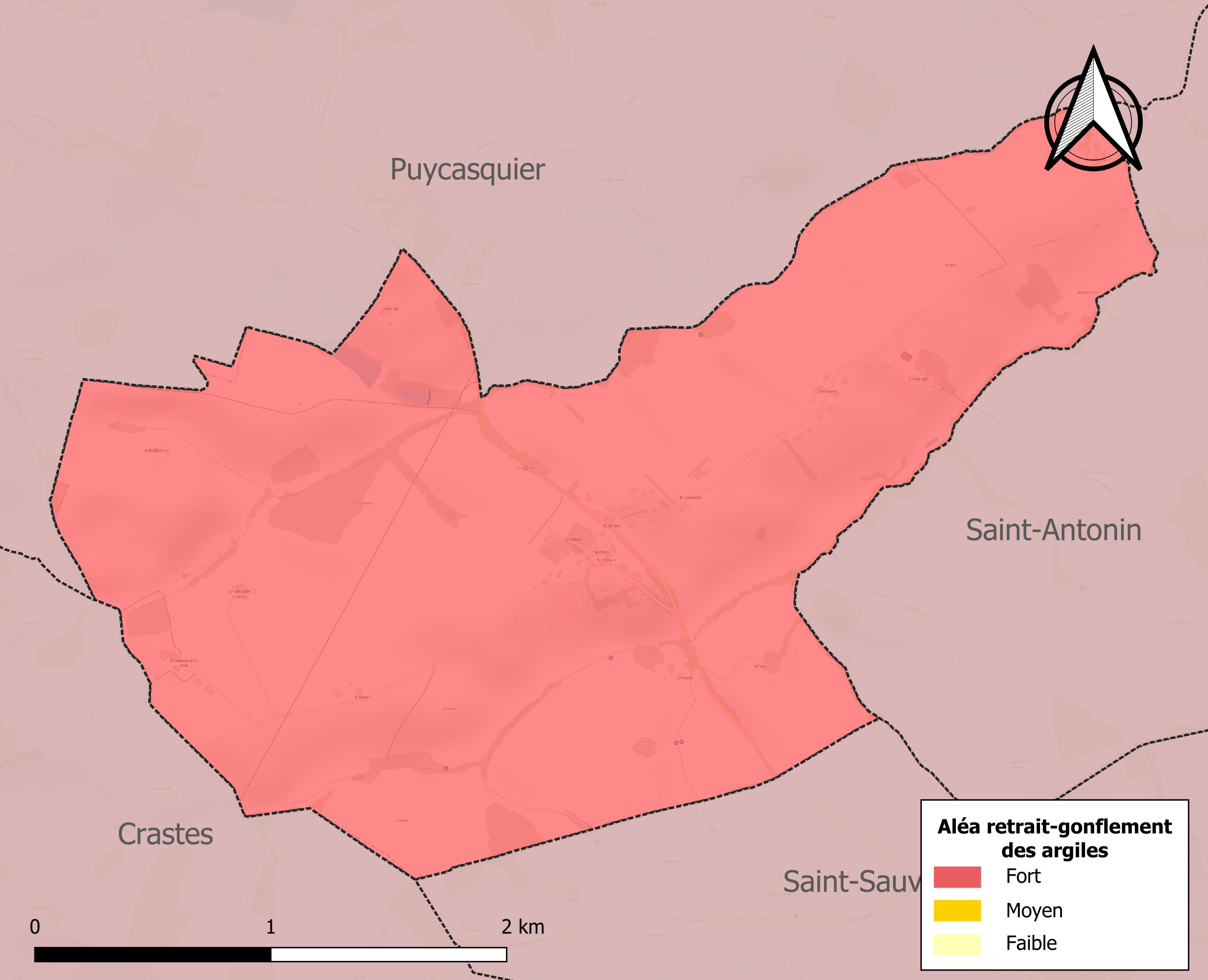
Carte des zones d'aléa retrait-gonflement des sols argileux d'Augnax.

Le retrait-gonflement des sols argileux est susceptible d'engendrer des dommages importants aux bâtiments en cas d’alternance de périodes de sécheresse et de pluie. La totalité de la commune est en aléa moyen ou fort (94,5 % au niveau départemental et 48,5 % au niveau national). Sur les 53 bâtiments dénombrés sur la commune en 2019, 53 sont en aléa moyen ou fort, soit 100 %, à comparer aux 93 % au niveau départemental et 54 % au niveau national. Une cartographie de l'exposition du territoire national au retrait gonflement des sols argileux est disponible sur le site du BRGM,.
Par ailleurs, afin de mieux appréhender le risque d’affaissement de terrain, l'inventaire national des cavités souterraines permet de localiser celles situées sur la commune.
La commune a été reconnue en état de catastrophe naturelle au titre des dommages causés par les inondations et coulées de boue survenues en 1999 et 2009. Concernant les mouvements de terrains, la commune a été reconnue en état de catastrophe naturelle au titre des dommages causés par la sécheresse en 1998, 2003 et 2016 et par des mouvements de terrain en 1999.

## Politique et administration

### Liste des maires
| Période                                  | Période  | Identité     | Étiquette | Qualité           |
| ---------------------------------------- | -------- | ------------ | --------- | ----------------- |
| mars 2001                                | En cours | Claude Petit | DVD       | Retraité agricole |
| Les données manquantes sont à compléter. |          |              |           |                   |

## Population et société

### Démographie
| 1793 | 1800 | 1806 | 1821 | 1831 | 1841 | 1846 | 1851 | 1856 |
| ---- | ---- | ---- | ---- | ---- | ---- | ---- | ---- | ---- |
| 233  | 205  | 202  | 247  | 191  | 193  | 154  | 151  | 147  |

| 1861 | 1866 | 1872 | 1876 | 1881 | 1886 | 1891 | 1896 | 1901 |
| ---- | ---- | ---- | ---- | ---- | ---- | ---- | ---- | ---- |
| 150  | 139  | 146  | 136  | 140  | 143  | 142  | 145  | 147  |

| 1906 | 1911 | 1921 | 1926 | 1931 | 1936 | 1946 | 1954 | 1962 |
| ---- | ---- | ---- | ---- | ---- | ---- | ---- | ---- | ---- |
| 134  | 115  | 97   | 96   | 88   | 102  | 100  | 91   | 88   |

| 1968 | 1975 | 1982 | 1990 | 1999 | 2006 | 2007 | 2012 | 2017 |
| ---- | ---- | ---- | ---- | ---- | ---- | ---- | ---- | ---- |
| 72   | 66   | 54   | 63   | 56   | 75   | 78   | 97   | 109  |

| 2022 | - | - | - | - | - | - | - | - |
| ---- | - | - | - | - | - | - | - | - |
| 126  | - | - | - | - | - | - | - | - |

### Enseignement
Il n'y a pas d'école à Augnax.

### Manifestations culturelles et festivités
- Fête communale : 1er dimanche d'avril[26] ;
- Fête patronale : dimanche suivant le 22 juillet[26].

## Économie

### Emploi
|                | 2008  | 2013  | 2018  |
| -------------- | ----- | ----- | ----- |
| Commune        | 6 %   | 6,3 % | 7,2 % |
| Département    | 6,1 % | 7,5 % | 8,2 % |
| France entière | 8,3 % | 10 %  | 10 %  |

En 2018, la population âgée de 15 à 64 ans s'élève à 71 personnes, parmi lesquelles on compte 88,4 % d'actifs (81,2 % ayant un emploi et 7,2 % de chômeurs) et 11,6 % d'inactifs,. Depuis 2008, le taux de chômage communal (au sens du recensement) des 15-64 ans est inférieur à celui de la France et du département.
La commune fait partie de la couronne de l'aire d'attraction d'Auch, du fait qu'au moins 15 % des actifs travaillent dans le pôle,. Elle compte 5 emplois en 2018, contre 2 en 2013 et 4 en 2008. Le nombre d'actifs ayant un emploi résidant dans la commune est de 59, soit un indicateur de concentration d'emploi de 8,7 % et un taux d'activité parmi les 15 ans ou plus de 69,7 %.
Sur ces 59 actifs de 15 ans ou plus ayant un emploi, 4 travaillent dans la commune, soit 7 % des habitants. Pour se rendre au travail, 91,2 % des habitants utilisent un véhicule personnel ou de fonction à quatre roues, 3,5 % s'y rendent en deux-roues, à vélo ou à pied et 5,3 % n'ont pas besoin de transport (travail au domicile).

### Activités hors agriculture
6 établissements sont implantés  à Augnax au 31 décembre 2019.
Le secteur du commerce de gros et de détail, des transports, de l'hébergement et de la restauration est prépondérant sur la commune puisqu'il représente 50 % du nombre total d'établissements de la commune (3 sur les 6 entreprises implantées  à Augnax), contre 27,7 % au niveau départemental.

### Agriculture
|               | 1988 | 2000 | 2010 | 2020 |
| ------------- | ---- | ---- | ---- | ---- |
| Exploitations | 7    | 3    | 1    | 3    |
| SAU (ha)      | 306  | 43   | 93   | 237  |

La commune est dans le « Haut-Armagnac », une petite région agricole occupant le centre du département du Gers. En 2020, l'orientation technico-économique de l'agriculture  sur la commune est la polyculture et/ou le polyélevage. Trois exploitations agricoles ayant leur siège dans la commune sont dénombrées lors du recensement agricole de 2020 (sept en 1988). La superficie agricole utilisée est de 237 ha,,.

## Culture locale et patrimoine

### Lieux et monuments
- Château du XVIIIe siècle.
- Église Sainte-Marie-Madeleine. Le retable, tabernacle et ciborium sont en bois doré, ils proviennent de l'ancienne église et datent de 1675[30].
- Fontaine de dévotion Saint-Exupère.

### Personnalités liées à la commune
- Henry Calbabian (1926-2011)

## Héraldique
| Blason de Augnax | Blason  | Coupé bastillé de trois pièces: au 1 de gueules à trois fontaines héraldiques dor remplies d'azur et traversées de trois sources d'argent, rangées en fasce; au 2 d'or à une église de gueules chargée d'un écusson parti de gueules plain et d'or à deux tourteaux de gueules l'un au-dessus de l'autre. |
| Blason de Augnax | Détails | Le blasonnement officiel (extrait du registre des déliberations du C.M. du 12/04/2024) donne Coupé crénelé de gueules et d'or acompagné en chef de trois fontaines héraldiques; en pointe d'une église chargée d'un ecusson parti au 1er de gueules, au 2nd d'or à deux besants du même l'un sur l'autre. Ce blasonnement présente deux grossières erreurs : passons sur le crénelé qui est plutôt un bastillé, mais le coupé n'est pas accompagné mais délimite deux quartiers à blasonner "au 1", "au 2". L'écusson chargeant l'église indique 2 besants blasonnés "du même" donc selon la couleur précédemment citée seraient d'or, alors que le dessin figure plus logiquement des tourteaux de gueules. Adopté le 12 avril 2024. |